# Wełyki Nyzhirci
Wełyki Nyzhirci (ukr. Великі Низгірці) – wieś na Ukrainie, w obwodzie żytomierskim, w rejonie berdyczowskim, w hromadzie Semeniwka. W 2017 liczyła 840 mieszkańców.